# Cecropia putumayonis
Cecropia putumayonis är en nässelväxtart som beskrevs av José Cuatrecasas. Cecropia putumayonis ingår i släktet Cecropia och familjen nässelväxter. Inga underarter finns listade i Catalogue of Life.